# Notolegnotus brevis
Notolegnotus brevis är en tvåvingeart som beskrevs av Greathead och Neal L. Evenhuis 2001. Notolegnotus brevis ingår i släktet Notolegnotus och familjen svävflugor.
Artens utbredningsområde är Namibia. Inga underarter finns listade i Catalogue of Life.